# Bennett Mnguni
Bennett Mnguni (Pretoria, 1974. március 18. –) Dél-afrikai válogatott labdarúgó.

## Pályafutása

### Klubcsapatban
Pályafutását a Mamelodi Sundowns csapatában kezdte, ahol 1998 és 2002 között játszott. Később Oroszországba szerződött, először a  Lokomotyiv Moszkva, majd az FK Moszkva csapatához. 2005-ben rövid ideig Kínában is eltöltött Tiecsin Teda együttesénél, azt követően pedig visszatért Dél-Afrikába a Mamelodi Sundownshoz, ahol mindössze két mérkőzésen lépett pályára. 2007-ben az AmaZulu FC csapatához igazolt, de még abban az évben átigazolt a Thanda Royal Zuluhoz. A 2008–09-es szezonban Mianmarba szerződött az Okktha Unitedhez.  

### A válogatottban
2001 és 2002 között 12 alkalommal szerepelt a Dél-afrikai válogatottban. Részt vett a 2002-es és a 2004-es afrikai nemzetek kupáján, illetve a 2002-es világbajnokságon.

## Sikerei, díjai
Mamelodi Sundowns
- Dél-afrikai bajnok (2): 1998–99, 1999–00,